# Гарсаев, Лейчий Магамедович
Лейчий (Ваха) Магамедович Гарсаев (17 марта 1952, Алга, Актюбинская область — 11 марта 2025) — чеченский этнограф, историк, доктор исторических наук, профессор, заведующий отделом археологии, этнографии, этнопедагогики и чеченской энциклопедии Института гуманитарных исследований Академии наук Чеченской Республики, главный научный сотрудник Комплексного научно-исследовательского института РАН. Министр культуры ЧР (2000 г.). Заслуженный работник культуры ЧИАССР (1989), заслуженный деятель науки ЧР. Почётный работник высшего профессионального образования РФ (2006).

## Биография

### Юность
Родился 17 марта 1952 года в депортированной в 1944 году чеченской семье в рабочем посёлке Алга Ключевого района (ныне Алгинский район) Актюбинской области Казахской ССР.
В 1967 году окончил Элистанжинскую СШ Веденского района ЧИАССР, в 1972 году окончил филфак ЧИГУ по специальности «русский язык и литература, чеченский язык и литература».

### Карьера
В 1992 году в Москве на заседании специализированного совета, при Институте этнологии и антропологии имени Н. Н. Миклухо-Маклая РАН защитил диссертацию по теме: «Вайнахская женская одежда (конец XIX-начала XX вв.)» на соискание учёной степени кандидата исторических наук по специальности этнография.
В 2000 году Л. Гарсаев был назначен на должность министра культуры Чеченской Республики.
В марте 2010 года в Махачкале на заседании диссертационного совета ДМ. при Институте истории, археологии и этнографии Дагестанского научного центра РАН впервые в наховедении успешно защитил диссертацию по теме: «Одежда чеченцев и ингушей XIX-начала XX вв.» на соискание учёной степени доктора исторических наук по специальности этнография, этнология и антропология.
Автор около 300 научных и научно-методических работ, в том числе 6 монографий и 1 учебного пособия для студентов ВУЗов ЧР и РИ.
Труды Л. Гарсаева опубликованы в Турции, Иордании, Венгрии, Словакии, Грузии, Азербайджане, Абхазии, Южной Осетии, и во всех республиках Северного Кавказа.